# Enhörna IF

Enhörna IF är en idrottsförening i Enhörna i Södertälje. Klubben bildades 1928.
Föreningen har en friluftsgård med tillhörande fotbollsplaner och många löp- och motionsspår i anslutning till anläggningen. Anläggningen ligger cirka 10 km nordväst om Södertälje.
Enhörna IF är mest känt för att under 70-00-talet varit en av Sveriges mest framgångsrika löparföreningar. Till föreningens mest kända idrottare hör Kjell-Erik Ståhl, Göran Högberg, Hans Nilsson och Erik Sjöqvist.
År 2016 bedriver föreningen ungdoms- och tävlingsverksamhet inom löpning, fotboll, gymnastik, skidor och gång.

## Fotboll
Enhörna IF senior lag spelar i Division 3 södra svealand sedan 2016 och deras hemmaplan är Friluftsgården. 